# Rēzekne (novads)
Rēzekne est un novads de Lettonie, situé dans la région de Latgale. En 2009, sa population est de 32 130 habitants.